# ポール・ギルロイ
ポール・ギルロイ（Paul Gilroy、1956年2月16日 - ）は、カルチュラル・スタディーズの研究者。キングス・カレッジ・ロンドン教授。大西洋岸各地に四散した黒人文化（ブラック・アトランティック・ディアスポリック・カルチャー, Black Atlantic diasporic culture）を総合的に研究している。

## 略歴
ロンドンの労働者居住区に生まれる。両親はガイアナ人とイギリス人。ロンドン郊外のハムステッドにあるユニヴァーシティ・カレッジ・スクールで学んだ後、1978年にサセックス大学を卒業。バーミンガム大学博士課程でスチュアート・ホールのもとで学んでいた1982年、現代文化研究センターの共同論文集『帝国の逆襲―1970年代イギリスにおける人種と人種主義』への寄稿で注目を浴びる。
1980年代に数年間広域ロンドン議会で働いた後、学究生活に入る。
ロンドン大学ゴールドスミス・カレッジで長年教えた後渡米、イェール大学でアフリカ系アメリカ研究科教授・社会学教授を務める。現在は再びロンドンに戻り、ロンドン・スクール・オブ・エコノミクスで社会理論を講じた後、2012年にキングス・カレッジ・ロンドンの英文学科に移った。
ギルロイは大西洋岸に四散した黒人たちの歴史および音楽の研究者であり、またイギリスの人種・民族政策についての発言などでも知られる。
1990年代にイギリス黒人の文化・政治運動が形成される際、ギルロイの人種理論は大きな影響力を持った。黒人でもイギリスの政治・文化に積極的にかかわるべきという主張をイギリス黒人が行うに至る上で、レニー・ヘンリー、ノーマン・ジェイ、イアン・ライトなどと並んでギルロイは大きな役割を果たした。2019年ホルベア賞受賞。

## 主要著作
- "There ain't no black in the Union Jack". The cultural politics of race and nation (1987).
  - 『ユニオンジャックに黒はない——人種と国民をめぐる文化政治』田中東子、山本敦久、井上弘貴訳、月曜社、2017年。ISBN 9784865030495
- Small Acts. Thoughts on the politics of black cultures (1993).
- The Black Atlantic. Modernity and double consciousness (1993).
  - 『ブラック・アトランティック——近代性と二重意識』上野俊哉、毛利嘉孝、鈴木慎一郎訳、月曜社、2006年。ISBN 9784901477260
- The status of difference. From epidermalisation to nano-politics (1995)
- Between Camps. Race, identity and nationalism at the end of the colour line (2000). - Published as "Against Race. Imagining political culture beyond the color line" in the US. Reedited in 2004 with the title : Between Camps. Nations, cultures and the allure of race.
- "After Empire. Melancholia or convivial culture?" (2004). - Published as Postcolonial Melancholia in the US.

## 関連文献
- John CUllen Gruesser, Confluences. Postcolonialism, African American lierary studies, and the Black Atlantic, 2005.
- 上野俊哉『ディアスポラの思考』筑摩書房、1999年